# Pierre Hentges
Pierre Hentges, né le 4 septembre 1890 à Bonnevoie et mort le 24 décembre 1975 à Luxembourg, est un gymnaste artistique luxembourgeois.

## Carrière
Pierre Hentges dispute les Jeux olympiques de 1912 à Stockholm : quatrième au concours par équipes et cinquième en système libre par équipes, il termine 18e du concours général individuel.
Il est médaillé de bronze aux barres parallèles aux Championnats du monde de gymnastique artistique 1913 à Paris.

## Famille
Il est le frère du gymnaste François Hentges.